# すてきな写真旅〜一眼レフと旅にでよう〜
『すてきな写真旅〜一眼レフと旅に出よう〜』（すてきなしゃしんたび〜いちがんれふとたびにでよう〜）は、2014年にBS11で放送されていた紀行番組。ニコンイメージングジャパンの一社提供。

## 概要
女優の本上まなみと超一流カメラマンが一眼レフカメラを片手に上手な使い方と共に旅の新しい楽しみ方を紹介する番組。1クールの放送後、３カ月の休止を経て同年10月7日から同じく女優・とよた真帆の主演により2ndシーズンが放送された。

## 出演者
旅人
- 本上まなみ（1stシーズン）
- とよた真帆（2ndシーズン）

ナレーション
- 北大輔

## ラインナップ・カメラマン

### 1stシーズン
2014年4月：ハナブサ・リュウ
- 第1回「花薫る伊豆!河津桜と春の風景」
- 第2回「人気No1!絶景の箱根浪漫紀行」

2014年5月：大西みつぐ
- 第3回「古都 鎌倉 癒しの歴史散策」
- 第4回「江の島めぐり 江の電と海の絶景」

2014年6月：織作峰子
- 第5回「初夏の房総 花めぐりと海の幸」
- 第6回「涼やか!新緑の房総と旬の味覚」

### 休止枠
2014年7月・8月
- 『お伊勢さん』（三重テレビ製作）放送のため休止。

2014年9月
- 『国東半島 千年ロマン〜悠久の仏像たち〜』『華麗なる名女優の軌跡 思い出のオードリー・ヘップバーン』放送のため休止

### 2ndシーズン
2014年10月：藤村大介
- 第1回 10月7日・21日「浅草 お江戸探訪!味と人情再発見」
- 第2回 10月14日・28日「東京スカイツリー 発掘!下町からの絶景名所」[2]
  - ゲスト：東関親方（元・潮丸）、張分親方（元・高見盛）

2014年11月：萩原俊哉、熊切大輔
- 第3回 11月4日・18日「紅葉を求めて 奥日光バス巡り」[3]
- 第4回 11月11日・25日「世界遺産のある街 日光 歴史ふれあい旅」[4]

2014年12月：大和田良
- 第5回 12月2日・16日「世界遺産富士山 芸術と癒しを求めて」
- 第6回 12月9日・23日 「文明開化のみなと街 今昔横濱さんぽ」

## スタッフ
- 構成：弓場伸治
- 撮影：菊地剛
- 音声：山内英史
- 編集：関雄大
- MA：千葉一繁
- タイトルCG：黒木政彦
- 音響効果：杉山典子
- メイク：中西樹里
- 車輌：COM
- 技術協力：トゥインクルランド
- AD：菊地正亮、前野結以
- ディレクター：川口巌
- 演出：宇佐美和久
- プロデューサー：太田勝士（BS11）、青木勇人（PROTX）、松本智恵
- エグゼクティブプロデューサー：磯ヶ谷好章（BS11）
- 制作協力：PROTX
- 制作著作：BS11